# Talla de diamants

Diverses formes de diamants polits

Proporcions del diamant per un tall de brillant rodó

La talla de diamants és una operació per a convertir un diamant en brut en un diamant d'ornament. El diamant és el material primitiu més dur conegut a la naturalesa. Avui dia s'utilitzen molts productes abrasius, però manufacturats per l'home que poden arribar a ser més durs que els materials d'origen mineral. La llana d'acer n'és un exemple. Gràcies als avenços tecnològics realitzats durant el segle xx, ara es poden obtenir, a un cost raonable, aquests abrasius artificials més durs que el diamant. Els més importants són el carbur de silici (també conegut sota la marca carborùndum), els diamants sintètics i els diamants sintètics d'alúmina (òxid d'alumini).

## Procediment
Abans de tot cal examinar com es realitzarà la feina de talla del diamant i marcar les línies per on es tallarà la pedra en brut des del primer moment. Cal mantenir en primer lloc una consideració primordial: Es tracta de conservar la forma pura d'octàedre del cristall a partir de la talla d'una forma irregular. Al rebaixar el diamant en una operació estàndard es redueix sovint la grandària a menys de la meitat del material original.